# Friedrich Jacob Schütz
Friedrich Jacob Schütz (* 31. August 1813 in Mainz; † 4. März 1877 in Rotterdam) war ein deutscher Politiker und Revolutionär.

## Leben
Schütz begann 1832 ein Jurastudium an der Universität Gießen und wurde Mitglied der Alten Gießener Burschenschaft Germania. 1833 nahm er am Frankfurter Wachensturm teil und war anschließend zusammen mit Georg Büchner und August Becker Mitgründer der Gesellschaft der Menschenrechte, die unter anderem an der Verteilung des Hessischen Landboten beteiligt war. Nach seiner Verhaftung wegen revolutionärer Umtriebe wurde er auf Kaution freigelassen und floh über die Schweiz nach Brüssel, wo er ab 1834 als Lehrer an einer Mädchenschule unterrichtete.
1848 wurde Schütz amnestiert und wirkte kurzfristig als Privatdozent für Archäologie in Gießen und Erlangen, bevor er nach dem Ausbruch der Märzrevolution Redakteur der Mainzer Zeitung wurde und sich erneut demokratischen Vereinen anschloss. Im September des gleichen Jahres nahm er an den Septemberunruhen in Frankfurt teil und floh daraufhin erneut nach Brüssel. Im Januar 1849 wurde er als Nachfolger Joseph Bruncks für den Wahlkreis Bingen in die Deutsche Nationalversammlung gewählt, wo er der radikalen Fraktion Donnersberg angehörte.
Bereits am 15. Mai 1849 beendete er jedoch seine Abgeordnetentätigkeit, um die Aufstände in Baden und der Pfalz zu unterstützen. Von Mai bis Juni war Schütz unter anderem Vertreter der revolutionären badischen Regierung bei der provisorischen Pfälzer Regierung in Kaiserslautern sowie Geschäftsträger der pfälzischen Regierung in Paris, wo er an den Barrikadenkämpfen nach der Schließung der Nationalwerkstätten teilnahm. Nach der endgültigen Niederschlagung der Unruhen floh er erneut nach Brüssel. In Hessen wurde er in Abwesenheit wegen Hochverrats zu sechs Jahren Zuchthaus verurteilt. 1850 wanderte Schütz nach Australien aus und arbeitete zuerst als Straßenarbeiter, bevor er im Haus des britischen Gouverneurs in Melbourne eine Anstellung als Erzieher fand. 1856 ging Schütz in die USA, wo er als Sprachlehrer in New York arbeitete und die Republikanische Partei unterstützte. Als amerikanischer Konsul in Rotterdam kehrte Schütz nach Europa zurück.